# لامباخ
لامباخ (به آلمانی: Lambach) یک منطقهٔ مسکونی در اتریش است که در ناحیه ولس لند واقع شده‌است. لامباخ ۴ کیلومتر مربع مساحت دارد ۳۶۷ متر بالاتر از سطح دریا واقع شده‌است.